# Ландель-э-Купиньи
Ланде́ль-э-Купиньи́ (фр. Landelles-et-Coupigny) — коммуна во Франции, находится в регионе Нижняя Нормандия. Департамент коммуны — Кальвадос. Входит в состав кантона Сен-Севе-Кальвадос. Округ коммуны — Вир.
Код INSEE коммуны — 14352.

## Население
Население коммуны на 2010 год составляло 817 человек.
| 1962 | 1968 | 1975 | 1982 | 1990 | 1999 | 2010 |
| ---- | ---- | ---- | ---- | ---- | ---- | ---- |
| 1140 | 1008 | 903  | 875  | 802  | 838  | 817  |

## Экономика
В 2010 году среди 429 человек трудоспособного возраста (15—64 лет) 313 были экономически активными, 116 — неактивными (показатель активности — 73,0 %, в 1999 году было 66,4 %). Из 313 активных жителей работали 299 человек (163 мужчины и 136 женщин), безработных было 14 (4 мужчины и 10 женщин). Среди 116 неактивных 36 человек были учениками или студентами, 53 — пенсионерами, 27 были неактивными по другим причинам.